# کانسنسیس
کانسنسیس (انگلیسی: Consensys) یک شرکت فناوری نرم‌افزار بلاک چین است که توسط جوزف لوبین در سال 2014 تأسیس شده و دفتر مرکزی آن در فورت ورث مستقر است.
شبکه کانسنسیس با هدف توسعه آتریوم ساخته شد که در حال حاضر متشکل از حدود ۵۰ پروژه است. یکی از معروف‌ترین پروژه‌های آن متامسک است که یک برنامه کیف پول مربوط به اتریوم است.